# BTOB 4U
BTOB 4U（ビートゥービー フォーユー、朝: 비투비 포유）は、CUBEエンターテインメント所属の男性アイドルグループ『BTOB』のメンバー4名から結成されたサブグループ。

## 概要
2018年より韓国籍メンバーの入隊が続き欠員のある状態の続いたBTOBにおいて、2020年内に転役した3名と兵役義務の無い米国籍メンバー1名で結成されたグループ。結成当時はBTOBのメンバー7名のうち約半数といえる3名が兵役履行中であり、そのような状況の中でBTOBという名称を用い活動することを回避するため、新たにサブグループとして結成された。
グループ名はファンの公募を受け決定されたものであり、「皆さんのための（For you）」、「4人のメンバーが1つになった」という重義的な意味が込められている。

## 来歴

### 2020年
10月27日、所属事務所のCUBEエンターテインメントを通して公式SNSによりウングァン、ミンヒョク、チャンソプ、プニエルの4名で新たにサブグループを結成することを発表。また30日に1stミニアルバム「INSIDE」の予告イメージを公開し、正式にデビューすることを発表した。
11月16日、ミニアルバム『INSIDE』でデビュー。11月24日に出演したSBS TV「THE SHOW」で初の1位を獲得。
12月10日には2021年1月23日にオンラインコンサートを開催することを発表。

### 2021年
4月1日から6月3日まで放送されていたサバイバル番組「KINGDOM ：LEGENDARY WAR」に出演。BTOB 4Uは共演者の中で最年長出演者であった。
8月30日に8か月ぶりとなるミニアルバム『4U:OUTSIDE』を発売した。
11月16日にBTOBのメンバーであるヒョンシクとソンジェが除隊したため1年間の活動を終了した。

## メンバー
| 名前       | 名前     | 名前      | 本名           | 本名   | 本名     | 本名           | 生年月日               | 出身地                            | 担当     |
| カタカナ   | ハングル | ローマ字  | カタカナ       | 漢字   | ハングル | ローマ字       | 生年月日               | 出身地                            | 担当     |
| ---------- | -------- | --------- | -------------- | ------ | -------- | -------------- | ---------------------- | --------------------------------- | -------- |
| ウングァン | 은광     | Eun Kwang | ソ・ウングァン | 徐恩光 | 서은광   | Seo Eun Kwang  | 1990年11月22日（34歳） | 大韓民国 京畿道龍仁市処仁区       | ボーカル |
| ミンヒョク | 민혁     | Min Hyuk  | イ・ミンヒョク | 李旼赫 | 이민혁   | Lee Min Hyuk   | 1990年11月29日（34歳） | 大韓民国 ソウル特別市蘆原区中渓洞 | ラッパー |
| チャンソプ | 창섭     | Chang Sub | イ・チャンソプ | 李昌燮 | 이창섭   | Lee Chang Sub  | 1991年2月26日（34歳）  | 大韓民国 京畿道水原市八達区       | ボーカル |
| プニエル   | 프니엘   | Peniel    | シン・ドングン | 辛東根 | 신동근   | Shin Dong Geun | 1993年3月10日（32歳）  | アメリカ合衆国 イリノイ州シカゴ   | ラッパー |

## ディスコグラフィ

### 韓国

#### ミニアルバム
| No. | タイトル                     | 収録曲                                                                          |
| --- | ---------------------------- | ------------------------------------------------------------------------------- |
| 1st | INSIDE （2020年11月16日）    | 1.Show Your Love 2.Tension 3.Bull's Eye 4.신기루(Mirage) 5.그대로예요(Alone)    |
| 2nd | 4U:OUTSIDE （2021年8月30日） | 1.DREAMER 2.Outsider 3.Wanna Go Crazy 4.Traveler 5.Waiting 4 U 6.Show And Prove |

#### デジタルシングル
| No. | タイトル                 | 発売日        |
| --- | ------------------------ | ------------- |
| 1   | Blue Moon（Cinema Ver.） | 2021年6月13日 |

### 日本

#### デジタルシングル
- 「Show Your Love (Japanese Ver.)」（2020年12月2日）

## コンサート

### 単独
- 2021 BTOB 4U ONLINE CONCERT『INSIDE』（2021年1月23日）（オンライン開催）[8][9]

### その他の大規模なコンサート
- KCON:TACT 3（2021年3月28日）（オンライン開催）[10]
- KCON:TACT 4U （2021年6月27日）（オンライン開催）[11]
- KCON:TACT HI 5（2021年9月18日）（オンライン開催）[12]

## 出演

### バラエティ
| 年度 | 放送局     | タイトル                      | 参考   |
| ---- | ---------- | ----------------------------- | ------ |
| 2020 | CUBE TV    | CUBE通信                      |        |
| 2020 | カカオTV   | カムバックショー MU:TALK LIVE |        |
| 2020 | MBC Every1 | 週刊アイドル                  | [ 13 ] |
| 2020 | STATV      | アイドルリーグ                |        |
| 2021 | Mnet       | KINGDOM ：LEGENDARY WAR       | [ 14 ] |

### ラジオ
| 年度 | 放送局      | タイトル                         | 役割   | 備考                    | 参考 |
| ---- | ----------- | -------------------------------- | ------ | ----------------------- | ---- |
| 2020 | SBSパワーFM | 2時脱出 Cultwo Show              |        |                         |      |
| 2020 | KBSクールFM | カン・ハンナのボリュームを上げて | ゲスト |                         |      |
| 2020 | NAVER NOW   | NOW: 僕達のコンサート            | ホスト | 2020年10月27日-11月17日 |      |
| 2020 | NAVER NOW   | NAVERNOW PARTY B                 | ゲスト |                         |      |
| 2021 | NAVER NOW   | BTOBの四拍子                     | ホスト | 2021年2月22日-5月17日   |      |

### 雑誌
| 年度 | 雑誌名   | 月号  | 参考   |
| ---- | -------- | ----- | ------ |
| 2021 | INDEED   | 10号  |        |
| 2021 | 1st Look | 219号 |        |
| 2021 | BEAUTY+  | 7月号 | [ 15 ] |

## 受賞

### 音楽番組（1位）
| 年度 | 日付     | 放送局  | 番組名   | 受賞曲         | 参考   |
| ---- | -------- | ------- | -------- | -------------- | ------ |
| 2020 | 11月24日 | SBS MTV | THE SHOW | Show Your Love | [ 16 ] |